# Corazón
《Corazón》은 미국의 라틴 록 밴드 산타나의 2014년 5월 6일에 발매된 스물세 번째 스튜디오 음반이다. 레스터 멘데즈가 프로듀싱한 이 음반은 글로리아 에스테판, 지기 말리, 신디 블랙맨과 같은 다양한 가수들과의 협업을 특징으로 한다.
후아네스가 피처링한 〈La Flaca〉는 2013년 11월에 발매되었다. 닐슨 사운드스캔에 따르면 이 음반은 미국에서 12만 장 이상을 판매한 것으로 미국 음반 산업 협회에 의해 라틴어로 더블 플래티넘 인증을 받았다.

## 평가
| 전문가 평가             | 전문가 평가 |
| 총 점수                 | 총 점수     |
| 출처                    | 점수        |
| ----------------------- | ----------- |
| 메타크리틱              | 60/100      |
| 평가 점수               |             |
| 출처                    | 점수        |
| AllMusic                | [ 6 ]       |
| Rolling Stone           | [ 7 ]       |
| The Independent         | [ 8 ]       |
| So So Gay               | [ 9 ]       |
| New York Daily News     | [ 10 ]      |
| Ultimate Guitar Archive | (6/10)      |

이 음반은 비평가들로부터 엇갈린 호평을 받았다. 《롤링 스톤》의 윌 헤르메스는 이 음반을 라틴 팝 버전의 《Supernatural》로 간주했으며, 이 음반의 음악은 "틀림없고 부인할 수 없는 사운드로 남아있다"고 말했다. 올뮤직의 톰 주렉은 "산타나는 실제로 다시 배고픈 것 같다"고 느끼며 "이 곡들 중 일부는 잊을 수 있지만, 라틴 팝에 대한 그의 독창적인 참여는 성공적일 뿐만 아니라 만족스럽다"고 말했다. 《빌보드》의 레일라 코보는 이 음반이 많은 보컬리스트들에도 불구하고 기타 주자로 간주했다. 전반적으로, 그녀는 이 음반을 칭찬했지만, 디에고 토레스가 언어와 씨름했다고 느낀 〈Feel It Coming Back〉과 미구엘의 즉흥 연주가 "구조가 부족하고 굽이치는 경향이 있는" 〈Indy〉와 같이 그녀가 작업하지 못했다고 생각한 몇몇 곡들을 가리켰다. 《소 소 게이》의 제러미 윌리엄스챌머스는 이 음반이 《Supernatural》을 산타나의 최종 발매로 왕좌에서 밀어내는 음반이 될 수 있다고 느꼈고, 코보와 함께 토레스의 영어 실력 비판에 동참했다. 《인디펜던트》의 닉 콜먼은 이 음반에는 "화려하게 녹음된 '라틴' 비트와 멜로디 모음과 소수의 저명한 게스트와 카를로스 자신의 기타 오브블리가티의 친숙한 드론을 특징으로 하는 록이 포함되어 있다"며 "목표 지역에서 히트할 것이 확실하다"고 말했다.

## 곡 목록
| #   | 제목                                                                   | 작곡                                                   | 재생 시간 |
| --- | ---------------------------------------------------------------------- | ------------------------------------------------------ | --------- |
| 1.  | 〈Saideira (Spanish Version)〉 (Feat. 사무엘 로사)                     | 사무엘 로사, 로드리고 F. 레오                          | 3:55      |
| 2.  | 〈La Flaca〉 (Feat. 후아네스)                                          | 파우 도네스                                            | 4:11      |
| 3.  | 〈Mal Bicho〉 (Feat. 로스 파불로소스 캐딜락스)                         | 플라비오 시안시아룰로                                  | 3:38      |
| 4.  | 〈Oye 2014〉 (Feat. 핏불)                                              | 티토 푸엔테, 나일스 홀로웰다, 아만도 크리스티안 페레즈 | 3:24      |
| 5.  | 〈Iron Lion Zion〉 (Feat. 지기 말리 & 초크퀴브타운)                    | 밥 말리                                                | 4:32      |
| 6.  | 〈Una Noche en Nápoles〉 (Feat. 릴라 다운스, 니나 파스토리 & 솔리다드) | 토마스 맥 로더데일, 차이나 F. 포브스                   | 4:30      |
| 7.  | 〈Besos de Lejos〉 (Feat. 글로리아 에스테판)                           | 테오필로 찬트르, 제라드 멘데스                         | 4:17      |
| 8.  | 〈Margarita〉 (Feat. 로미오 산토스)                                    | 로미오 산토스                                          | 4:01      |
| 9.  | 〈Indy〉 (Feat. 미겔)                                                  | 미겔 피멘텔                                            | 3:26      |
| 10. | 〈Feel It Coming Back〉 (Feat. 디에고 토레스)                          | 라파엘 에스파르자루이즈, 요엘 헨리케스                 | 4:10      |
| 11. | 〈Yo Soy La Luz〉 (Feat. 웨인 쇼터 & 신디 블랙맨)                      | 카를로스 산타나                                        | 4:06      |
| 12. | 〈I See Your Face〉                                                    | 볼 세테                                                | 1:19      |

| #   | 제목                                         | 작곡                       | 재생 시간 |
| --- | -------------------------------------------- | -------------------------- | --------- |
| 13. | 〈Saideira〉 (Feat. 사무엘 로사)             | 로사, 레오                 | 3:55      |
| 14. | 〈Beijo de Longe〉 (Feat. 글로리아 에스테판) | 찬트르, 멘데스             | 4:17      |
| 15. | 〈Amor Correspondido〉 (Feat. 디에고 토레스) | 에스파르자루이즈, 헨리케스 | 4:10      |
| 16. | 〈Santana: The Making of Corazón〉           |                            | 32:10     |

## 인증
| 국가                             | 인증                | 판매량/출하량 |
| -------------------------------- | ------------------- | ------------- |
| 멕시코 (AMPROFON) Deluxe Edition | 골드                | 30,000^       |
| 미국 (RIAA)                      | 2× 플래티넘 (Latin) | 95,000        |
| ^출하량을 기반으로 한 인증       |                     |               |